# Сім маленьких оповідань про перше кохання
«Сім маленьких оповідань про перше кохання» — радянський художній фільм 1981 року, знятий режисером Георгієм Матарадзе на кіностудії «Грузія-фільм».

## Сюжет
Сім ліричних новел про перше кохання, про виникнення першого наївного та чистого почуття. Герої фільму — підлітки, мешканці провінційного грузинського містечка. Це — молоді лицарі та їх прекрасні жінки, які вміють дружити та любити.

## У ролях
- Бердія Капіанідзе — Геля
- Дато Кублашвілі — Зура
- Гіо Іоселіані — Мураб
- Алік Гукарєв — Фідо
- Каха Паресішвілі — Міхо
- Гія Баларджишвілі — Георгій
- Каха Гургенідзе — Джондо
- Михайло Лобжанідзе — «Захарич»
- Бесік Бачіашвілі — «Насос»
- Ніно Кобаїдзе — Таріко
- Ія Вахтангішвілі — Мзія
- Натія Коркоташвілі — Кетіно
- Анна Ніжарадзе — Ека
- Олена Клікунова — Марина
- Майя Берая — Далі
- Ніно Каландадзе — Натела
- Марина Кахіані — вчителька танців
- Натія Мтварелішвілі — вчитель математики
- Вахтанг Матарадзе-Челтіспірелі — вчитель зоології
- Нана Кемашвілі — молода вчителька літератури
- І. Кулулашвілі — епізод
- Заза Колелішвілі — вчитель фізкультури
- А. Матарадзе — епізод
- Х. Арабулі — епізод
- І. Андронікашвілі — епізод
- А. Бачіашвілі — епізод

## Знімальна група
- Режисер — Георгій Матарадзе
- Сценаристи — Аміран Чичинадзе, Георгій Матарадзе
- Оператор — Лері Мачаїдзе
- Композитори — Нодар Мамісашвілі, Анзор Еркомаїшвілі
- Художник — Георгій Мікеладзе